# 吳愈聖
吴愈圣，字用退。福建晉江縣人，清朝政治人物。進士出身。

## 生平
顺治九年（1652年），登壬辰进士，授戶部主事，歷官戶部員外郎、郎中，擢戶科給事中。卒於任內。